# Bad for Each Other
Bad for Each Other (bra Ambição que Mata) é um filme de drama noir estadunidense de 1953 dirigido por Irving Rapper e estrelado por Charlton Heston, Lizabeth Scott e Dianne Foster. Foi produzido e distribuído pela Columbia Pictures. O roteiro foi adaptado do romance Scalpel, de Horace McCoy.

## Elenco
- Charlton Heston como Dr. Tom Owen
- Lizabeth Scott como Helen Curtis
- Dianne Foster como Joan Lasher
- Mildred Dunnock como Sra. Mary Owen
- Arthur Franz como Dr. Jim Crowley
- Ray Collins como Dan Reasonover
- Marjorie Rambeau como Sra. Roger Nelson
- Lester Matthews como Dr. Homer Gleeson
- Rhys Williams como Dr. Leslie M. Scobee
- Lydia Clarke como Rita Thronburg
- Lisa Golm como Sra. Marzano

## Recepção
Escrevendo no The New York Times, Howard Thompson chamou o filme de "errático" e recapitulou sua trama como um "endosso romantizado do juramento de Hipócrates". Ele, no entanto, admitiu que o filme tinha méritos: "os procedimentos envernizados e cuidadosamente planejados têm seus aspectos persuasivos". E destacou "pedaços e fragmentos" do diálogo e a atuação de todos, exceto os dois protagonistas: "A ligação do herói com a confusa Srta. Scott ocupa um bom e inútil terço da filmagem".